# Вулиця Зеленого дельфіна (фільм)
«Вулиця зеленого дельфіна» (англ. Green Dolphin Street) — американський фільм 1947 року режисера Віктора Севілла. Сценарій написав Самсон Рафаельсон. Він заснований на романі Елізабет Гоудж «Країна зелених дельфінів». Фільм був удостоєний премії «Оскар» за найкращі спецефекти.

## У ролях
- Лана Тернер — Маріанна Патурель
- Ван Гефлін — Тімоті Хаслам
- Донна Рід — Маргеріт Патурель
- Річард Гарт — Вільям Озанн
- Френк Морган — Едмонд Озанн
- Едмунд Гвенн — Октавіус Патурель
- Мей Вітті — Абатиса
- Реджинальд Оуен — капітан О'Хара
- Гледіс Купер — Софі Патурель